# Alice d'Armenia
Alice d'Armenia (in armeno Ալիծ Ռուբինյան?, Alits Rrubinyan; 1182 – dopo il 1234) fu signora di Toron dal 1229 al 1234 e figlia maggiore di Ruben III d'Armenia e di sua moglie Isabella di Toron.
Fu erede di Toron e pretendente al trono di Armenia. Si sposò tre volte; in seconde nozze fu contessa di Tripoli, dal cui marito ebbe un solo figlio.

## Biografia

### Primi anni e primo matrimonio
Alice era la maggiore dei due figli nati dal principe Ruben e da sua moglie Isabella; la sorella minore di Alice era Filippa d'Armenia. Alla morte del padre, Alice aveva quattro o cinque anni. Il re abdicò e morì nel 1187; gli succedette il fratello Leone. Leone fu inizialmente "reggente e tutore" delle sue giovani nipoti, ma alla fine le mise da parte e gli succedettero i suoi stessi discendenti.
Isabella morì tra il 1192 e il 1229 e, alla sua morte, Alice divenne erede di Toron, che all'epoca era occupato dai musulmani. Intorno al 1189, sia Alice che Filippa furono promesse in sposa. Alice fu promessa in sposa a Hathum, signore di Sasun, e Filippa a un figlio del signore di Sasun.
Entrambe le sorelle si sposarono all'incirca nello stesso periodo, nel 1189. Nel maggio del 1193, i loro coniugi furono entrambi assassinati. Le sorelle sono menzionate da Sempad il Connestabile come loro vedove. Sempad riporta anche delle voci dell'epoca secondo cui dietro entrambi gli assassinii ci sarebbe stato lo zio Leone. Poiché Alice aveva solo undici anni e Filippa dieci, è probabile che i matrimoni non siano stati consumati.

### Secondo matrimonio
Alice fu promessa in seconde nozze a Raimondo IV di Tripoli, per portare la pace tra la famiglia di Raimondo ad Antiochia e quella di Alice in Armenia. Per il matrimonio fu necessario il permesso di Enrico II di Champagne, marito di Isabella di Gerusalemme, che lo concesse dopo che lo zio di Alice liberò il padre di Raimondo Boemondo III di Antiochia. Alice e Raimondo si sposarono intorno al 1195. La coppia rimase sposata per circa tre anni prima che Raimondo morisse; all'epoca Alice era incinta. Secondo Sempad, era stato concordato che qualsiasi figlio nato dal matrimonio sarebbe succeduto allo zio in Armenia. Mesi dopo la morte di Raimondo, Alice diede alla luce un figlio, Raimondo Rupeno.
Dopo la nascita del figlio, Alice dovette spostarsi da Antiochia in Armenia per volontà del suocero. Tuttavia, Boemondo accettò di fare di Raimondo Roupen il suo erede. Nel 1201, Boemondo morì e si rimangiò la parola data, nominando suo figlio minore Boemondo, principe di Antiochia. Nel 1216, quest'ultimo fu rovesciato con l'aiuto di Leone e Raimondo Roupen fu nominato principe di Antiochia. Tuttavia, ciò durò solo fino al 1219, quando Boemondo conquistò e riprese il controllo.

### Terzo matrimonio e ultimi anni di vita
Il 2 maggio 1219, re Leone morì e lasciò l'Armenia alla figlia minore, Isabella; sotto la reggenza prima di Adamo di Baghras e, dopo il suo assassinio, di Costantino di Barbaron. Diverse fazioni si opposero alla successione e altri candidati avanzarono le loro pretese. Sibilla di Lusignano, madre di Isabella, avanzò la sua pretesa al trono, ma fu esiliata da Costantino. La figlia maggiore di Leone, Stefania, avanzò la sua pretesa insieme a quella del giovane figlio, ma poi morì. Nel 1219, Alice rivendicò il trono a nome del figlio; per rafforzare la pretesa, nel 1220 sposò Vahram, signore di Korikos.
Nel 1222 Costantino fece assassinare Vahram, Raimondo Rupeno morì in battaglia o in prigione e Alice fu imprigionata e poi esiliata. Raimondo Rupeno lasciò ad Alice una nipote, Maria di Antiochia, che succedette come signora di Toron e rivendicò senza successo l'Armenia. Isabelle rimase quindi la legittima erede al trono.
Dopo la sua liberazione, Alice si dedicò ai suoi diritti ereditari in Palestina. Da sua madre aveva ereditato i diritti su Toron e in Transgiordania, e delle puntate nel regno di Gerusalemme, ma il regno non era più stato occupato dai cristiani dal 1187, dopo l'invasione musulmana. Toron era stata conquistata dai musulmani nel 1219. Toron fu recuperata con il trattato di Giaffa nel 1229, appena due anni dopo la morte di al-Mu'azzam, avvenuta l'11 novembre 1227, da Federico II di Svevia e dal sultano Al-Malik al-Kamil. Poiché Toron fu venduta nel 1220 ai Cavalieri teutonici insieme ai territori rientranti nella cosiddetta signora di Joscelin, si arrivò a una disputa tra l'ordine religioso e Alice. Alice rivendicò con successo i propri diritti davanti all'Alta Corte e Federico II le assegnò la signoria.
Alice morì poco dopo il 1234. Riuscì a sopravvivere a tutti e tre i suoi mariti, alla sorella, al figlio e allo zio. Toron passò alla nipote Maria.